# Вольфганг Штаудте
Вольфганг Георг Фрідріх Штаудте (нім. Wolfgang Georg Friedrich Staudte; 9 жовтня 1906, Саарбрюкен — 19 січня 1984, Словенія) — німецький режисер, сценарист, видний представник післявоєнного покоління німецьких кінематографістів, що вимушене було знімати ідеологічні фільми під тиском країн-переможців у Другій світовій війні.

## Біографія
Вольфганг Штаудте народився і виріс в артистичній сім'ї. У 1926 році поступив до акторської трупи театру «Фольксбюне», працював з Максом Рейнгардтом і Ервіном Піскатором. У 1931 році почав зніматися в кіно, працював на радіо, займався дубляжем зарубіжних стрічок. Зайнявшись режисурою, знімав рекламні та короткометражні фільми.
В 1942 році був зарахований до штату кіностудії «УФА» на посаду асистента режисера. В 1943 році поставив кінокомедію «Акробат, пре-кра-а-сно»!, що оповідає про долю чесного артиста-клоуна Чарлі у нацистській Німеччині. В 1946 році спільно з режисерами Златаном Дудовим, Куртом Метцігом і Фрідріхом Вольфом Вольфганг Штаудте став одним з творців кіностудії «ДЕФА», на якій він після війни ставив фільми вимушеної пропагандистської спрямованості — «Убивці серед нас» (1946, в прокаті комуністичних країн «Вони не сховаються»), «Ротація» (1949, в прокаті «Коричнева павутина»), «Вірнопідданий» (1951, за Генріхом Манном). Починаючи з середини 50-х років Штаудте працював на кіностудіях ФРН, продовжуючи дотримуватися строгих ідеологічних догм, накинутих союзниками-переможцями («Троянди для пана прокурора» (1959), «Ярмарок» (1960), «Чоловіча прогулянка» (1964), «Комісар» (1971) та ін.). У 70-х роках працював режисером на телебаченні.
Помер від сердечної недостатності, знаходячись на натурних зйомках до телевізійного фільму «Залізний шлях». Прах Вольфганга Штаудте було розвіяно над Північним морем 3 березня 1984 року.

## Обрана фільмографія
Режисер
| Рік  |  | Назва українською          |  | Назва мовою оригіналу           |  | Країна / Опис                                                  |
| ---- |  | -------------------------- |  | ------------------------------- |  | -------------------------------------------------------------- |
| 1943 |  | Акробат, пре-кра-а-сно!    |  | Akrobat schö-ö-ö-n              |  | Третій Рейх                                                    |
| 1946 |  | Убивці серед нас           |  | Die Mörder sind unter uns       |  | НДР                                                            |
| 1949 |  | Ротація                    |  | Rotation                        |  | Приз кінофестивалю в Локарно                                   |
| 1951 |  | Вірнопідданий              |  | Man of Straw                    |  | НДР                                                            |
| 1953 |  | Пригоди маленького Мука    |  | Die Geschichte vom Kleinen Muck |  | ФРН                                                            |
| 1954 |  | Сигнальні вогні            |  | Leuchtfeuer                     |  | ФРН                                                            |
| 1955 |  | Діске, пацюк               |  | Ciske de Rat                    |  | Срібний лев Венеційського кінофестивалю                        |
| 1957 |  | Роза Бернд                 |  | Rose Bernd                      |  | Номінація на Золоту пальмову гілку на Каннському кінофестивалю |
| 1959 |  | Троянди для пана прокурора |  | Rosen für den Staatsanwalt      |  | ФРН                                                            |
| 1960 |  | Останній свідок            |  | Der Letzte Zeuge                |  | Номінація на Золоту пальмову гілку на Каннському кінофестивалю |
| 1960 |  | Ярмарок                    |  | Kirmes                          |  | Номінація на Золотого лева на Берлінському МКФ                 |
| 1962 |  | Тригрошова опера           |  | Die Dreigroschenoper            |  | за однойменною п'єсою Бертольда Брехта                         |
| 1964 |  | Чоловіча компанія          |  | Herrenpartie                    |  | Номінація на Золотого лева на Берлінському МКФ                 |
| 1964 |  | Ягня                       |  | Das Lamm                        |  | ФРН                                                            |
| 1968 |  | Секрети                    |  | Heimlichkeiten                  |  | ФРН · Болгарія                                                 |
| 1973 |  | Утеча через Сан-Паулі      |  | Fluchtweg st.Pauli              |  | Німеччина                                                      |
| 1975 |  | Дратуючий блиск золота     |  | Lockruf des Goldes              |  | Франція                                                        |
| 1978 |  | Між рейками                |  | Zwischengleis                   |  | ФРН                                                            |
| 1978 |  | Зникле золото інків        |  | Das Verschollene Inka-Gold      |  | ФРН · Румунія · Франція                                        |

Актор
Знявся у 41 фільмі
| Рік  |  | Назва українською            |  | Назва мовою оригіналу          |  | Роль                     |
| ---- |  | ---------------------------- |  | ------------------------------ |  | ------------------------ |
| 1930 |  | Блакитний ангел              |  | Der Blaue Engel                |  | гімназист                |
| 1930 |  | На Західному фронті без змін |  | All Quiet on the Western Front |  | епізод (не в титрах)     |
| 1936 |  | Імператор Каліфорнії         |  | Der Kaiser von Kalifornien     |  | громадянин Сан-Франциско |
| 1939 |  | Пожежа в океані              |  | Brand im Ozean                 |  | монтер Ронні             |
| 1939 |  | Легіон Кондор                |  | Legion Condor                  |  |                          |
| 1940 |  | Єврей Зюсс                   |  | Jud Süß                        |  |                          |
| 1941 |  | Фрідеман Бах                 |  | Friedemann Bach                |  | епізод (не в титрах)     |

## Визнання
- 1975 — Найвища кінематографічна нагорода Німеччини German Film Awards за видатний внесок у німецький кінематограф.
- 1978 — Удостоєний Ордена «За заслуги перед Федеративною Республікою Німеччина».
- 1990 — На Берлінському кінофестивалі на честь Вольфганга Штаудте заснована премія Wolfgang-Staudte-Preis за найкращий дебютний фільм або другий найкращий фільм програми Форуму. Вручалась у період з 1990 по 2006 рік[1].